# Károly Kádár

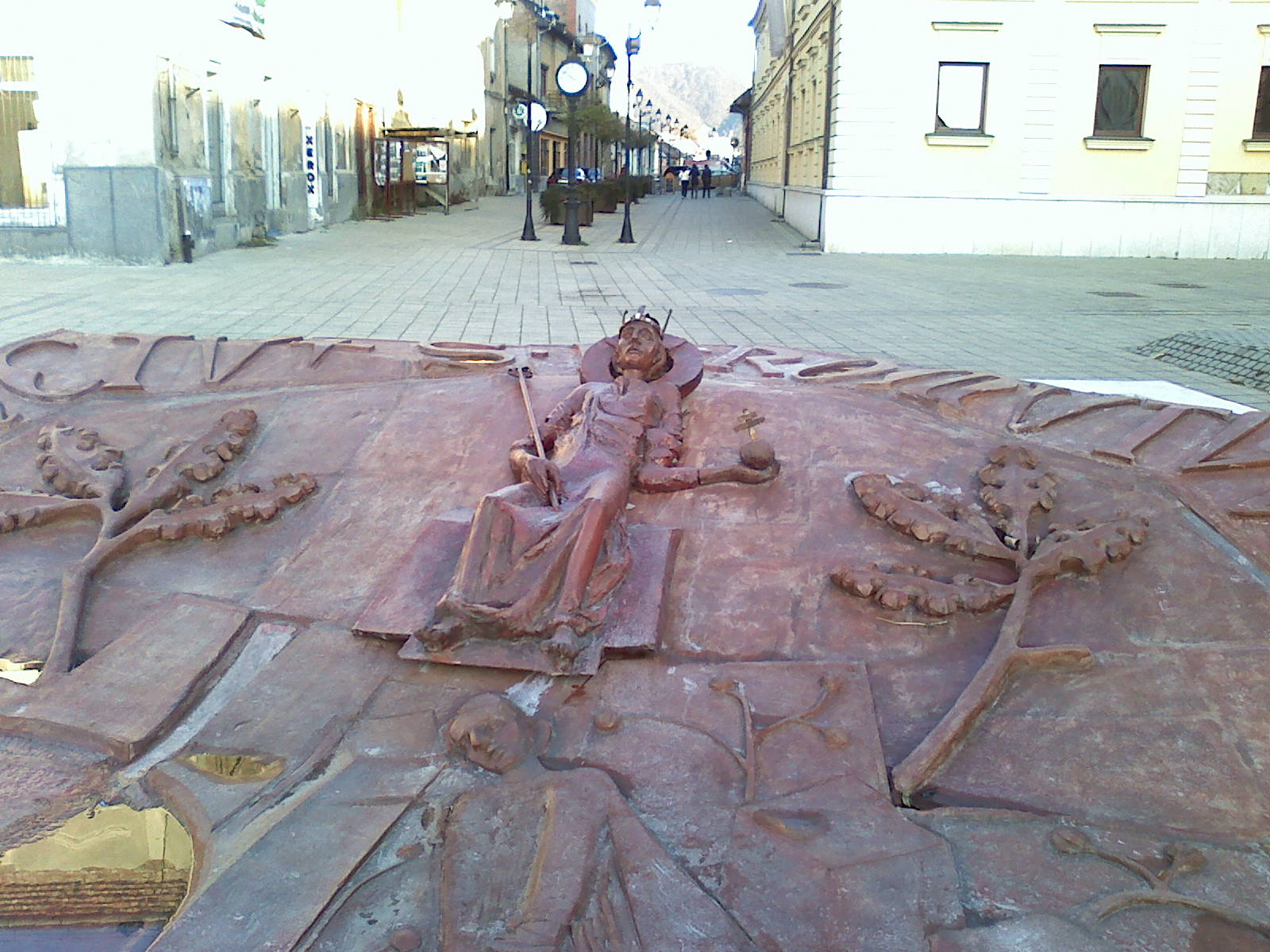
Monumentul Rivulus Dominarum, cu Sf. Rege Ștefan, ocrotitorul Băii Mari

Károly  Kádár (n. 9 august 1943, Tonciu, România – d. 27 mai 2025) a fost un sculptor român de etnie maghiară, absolvent al Institutului de Artă Plastică Ion Andreescu din Cluj. A fost membru al Uniunii Artiștilor Plastici din România. Este cunoscut pentru operele sale în domeniul plasticii mici, precum și pentru lucrări monumentale. Monumentul Rivulus Dominarum, un monument figurativ din centrul istoric al orașului Baia Mare a stârnit unele controverse, legate de subiectul și forma lucrării.